# Lac Jack London
Le lac Jack London (en russe : Озеро Джека Лондона) est un lac de Russie situé sur le cours supérieur de la Kolyma dans le raïon de Iagodnoïe, oblast de Magadan. Le lac est actuellement dans une zone protégée, géré par le district. Le lac Jack London pourrait faire partie d'un futur parc national, le parc national de Tcherski si le projet est accepté.

## Géographie

### Situation régionale
Le lac se situe dans la partie haute du bassin de la Kolyma qui se caractérise par une grande variété de reliefs. Cette zone comprend un vaste plateau composé de roches, de sable, et de schistes du Trias et du Jurassique, dont la hauteur atteint 1 000 à 2 000 mètres et de nombreuses crêtes constituées de granite. Celles-ci forment de hauts massifs isolés ayant souvent un caractère alpin atteignant les 1 800 à 2 200 mètres.
La zone occupée par le lac, se situe dans les parties les plus méridionales des monts Tcherski. La crête du Grand Anngatchak qui la traverse selon un axe nord-ouest sud-est est un batholite granitique, disséqué par l'érosion et comportant un certain nombre de sommets, dont le pic Aborigène, 2 287 m, la Snejnaia, 2 292 m. Cette crête présente des pics acérés et des cirques aux parois abruptes traversés par des ruisseaux et abritant de nombreux lacs. Ce relief doit beaucoup aux derniers glaciers, notamment dans la partie nord dont les glaciations du Pléistocène ont laissé des cirques, des vallées encaissées et des moraines.

### Caractéristiques
Le lac Jack London et plusieurs petits résevoirs adjacents et associés sont situés dans le bassin intermontagnard sur les pents nord-est du Grand Anngatchak. Pendant la période quaternaire, la zone a été soumise à au moins trois glaciations, qui ont entraîné la formation de nombreux lacs sur un territoire accidenté, dont le lac Jack London. Le lac est un grand résevoir d'une longueur de 8,7 kilomètres et d'une largeur variant de 1,6 à 3,8 kilomètres. Il se situe au milieu des montagnes, à un altitude de 803 mètres au-dessus du niveau de la mer. La profondeur du lac est de 53 mètres, et il est adjacent à des champs de moraines. Il a une superficie de 14,40 km2.

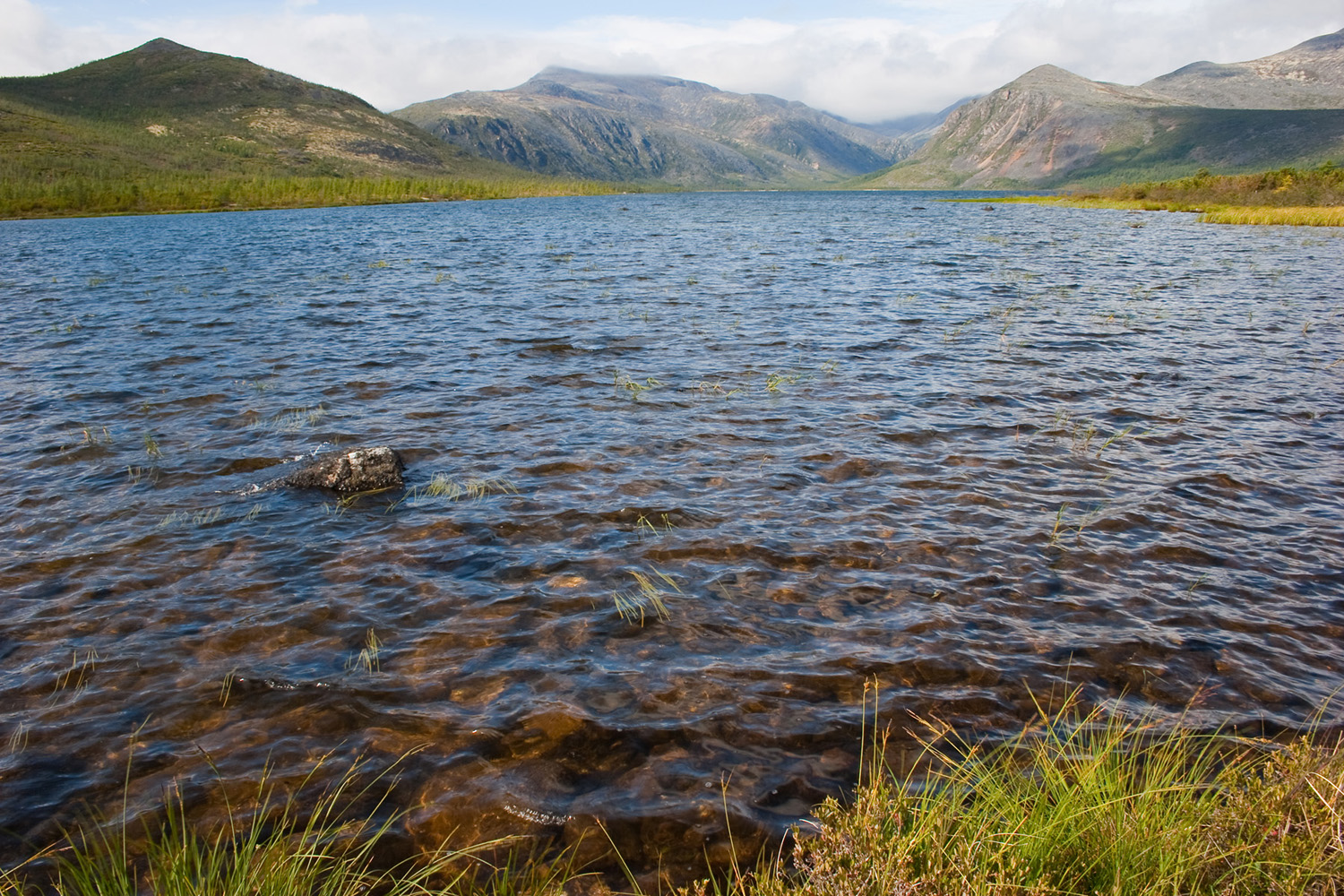
Un rivage du lac.

Son bassin versant est de 221 km2, et est alimentée par plusieurs grands ruisseaux coulant du sud-ouest le long de vallées encaissées, avec la Pourga, le Stoudiony, la Nevedomy et un autre petit cours qui n'a pas de nom. Le ruisseau Nevedomy traverse sept lacs de montagne situés à des altitudes de 1 600 à 816 m avant de se jeter dans le lac Jack London.  Il se déverse par le canal Variantov, long de 3,9 kilomètres, dans le lac des Ombres dansantes (ru) (profondeur : 22 m) d'où s'échappe la rivière Kiouel-Sien, longue de 23 kilomètres affluent gauche de la Kolyma. Quatre îles se trouvent sur le lac la plus petite, partage son étendue en deux parties : le petit Jack et le grand Jack.  Dans les alentours du lac il y a beaucoup de petits lacs de plusieurs dizaines à plusieurs centaines de mètres de long avec des profondeurs jusqu'à 15 m. Beaucoup d'entre eux ne disposent pas de drainage.
Dans sa partie nord, sur l'île Vera est installée une station météorologique dont les occupants peuvent pêcher dans les eaux claires du lac.  ombre, truite saumonée, chabot, mene, vairon, saumon visibles jusqu'à 10 mètres de profondeur. Ces espèces se sont bien adaptées à l'eau du lac qui, à la fin du mois de juillet, ne dépasse pas 10 ou 12 °C.

### Climat
Le climat de la région est continental, mais néanmoins quelque peu modéré par la situation alpine. L'hiver dure d'octobre à mai, et la température moyenne en janvier est de −33,8 °C. Toujours en janvier, l'épaisseur de la couverture neigeuse est de 0,5 à 0,6 m. En hiver, par temps calme, des inversions de température se développent en montagne, permettant d'adoucir le climat (jusqu'à +3,6 °C/100 m). La neige dans la région varie en moyenne en hiver de 1,5 à 5 cm sur les plateaux à 40 / 60 cm dans le bassin du lac Jack London. 
La neige fond à la fin avril ou au début de mai, tandis que la glace sur le lac Jack London est installé de la début octobre à la mi-juin voir fin-juin. L'été est frais, avec une température moyenne de 12 °C, et des températures maximales jamais au-delà de 18 °C. Jusqu'à 350 mmde précipitations tombent ici chaque année.

## Histoire
Il est un peu surprenant de trouver un toponyme anglais dans cette région.
- Une version, celle des autochtones, est que des géologues travaillant dans la région ont découvert sur sa berge un exemplaire oublié de Martin Eden de Jack London. Cela les aurait inspiré pour trouver un nom au lac et une occasion pour honorer l'écrivain, un moment chercheur d'or mais qui n'est jamais venu dans ces parages chercher ce métal qui s'y trouve.
- Une autre version, moins poétique, est l'officielle, retenue par exemple pour l'étude pour la création d'un parc national dans la région[2]. Iouri Bilibine (ru) un géologue chef de la première expédition géologique qui avait découvert de l'or dans cette contrée et qui aimait les œuvres de cet écrivain américain pensa qu'il fallait donner son nom à quelque chose. Son idée fut soutenue par Piotr Ivanovitch Skorniakov (en russe : Петр Иванович Скорняков)[5], un subordonné qui travaillait dans cette contrée et en 1932 le lac reçut le nom de l'écrivain d'autant plus aisément approuvée par les plus hautes instances de l'État que cet auteur était socialiste et soutenait les idées de Karl Marx et de Friedrich Engels[6].

## Environnement

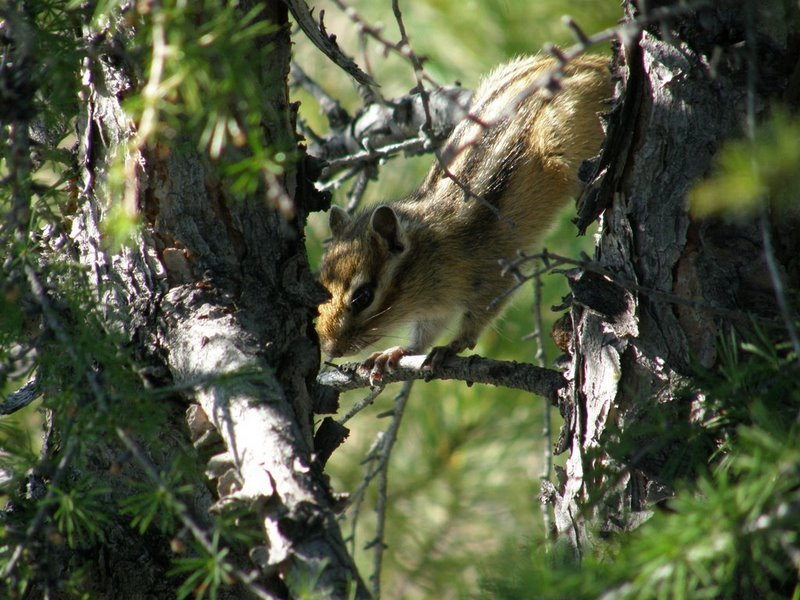
Tamia de Sibérie (Tamias sibiricus).

La faune aquatique se compose d'ombre, truite saumonée, chabot, mene, vairon  et de saumon. Il y a aussi de nombreuses espèces d'algues (426), ainsi que du zooplancton. Les espèces sont adaptées au climat local avec de nombreuses espèces boréales ou alpines.
Il existe sur les rives sud ainsi qu'aux embouchures de certaines rivières du lac des frayères.
On peut admirer sur les  étendues qui entourent le lac des saules, mélèzes, cèdres, pins, rhododendrons, trouver des champignons, des airelles, des framboises, et rencontrer des espèces comme des hermines, lièvres blancs, pedrixs,  ours, gloutons, lagopèdes, écureuils, orignaux, campagnols, tamias, wapitis,.

## Protection
En 1984, le lac et les chaînes de montagnes qui l'encadrent, le Grand Anngatchak dont le sommet est le pic Aborigène, 2 287 m, et l'Ouaza-Ina dont le sommet est la Snejnaia, 2 292 m, ont été déclarés zones protégées.
À la fin des années 2010 et au début des années 2020, des études sont en court pour crée un parc national fédéral des monts Tcherski, qui seraient composés de deux parties, dont l'une comprenant le lac et ses alentours. Le projet n'est cependant pas encore accepté,.

## Pour approfondir